# はやま建設
はやま建設株式会社（はやまけんせつ）は、宮崎県都城市に本社を置く建設会社。

## 概要
1966年（昭和41年）に、はやま金物工業として発足。
1970年（昭和45年）に有限会社はやま建設を設立し、1977年（昭和52年）に株式会社化。（株式会社はやま建設を設立）
1981年（昭和56年）に、現社名となるはやま建設株式会社に変更。
宮崎県都城市と三股町を中心に木造住宅の注文建築・建売住宅の販売を行っている会社である。

## 沿革
1966年  はやま金物工業として発足
1970年  有限会社はやま建設設立（資本金 1,000万円）
1977年  株式会社はやま住宅設立（資本金 800万円）
1981年  社名を「はやま建設株式会社」に変更
1982年  はやま建設株式会社、資本金1,000万円に増額
1985年  はやま建設株式会社、都城市栄町に移転
1986年  はやま建設株式会社、資本金2,000万円に増額
1988年  はやま建設株式会社、都城市上川東本店移転
1994年  プレカット工場設立
2001年  はやま建設株式会社三股本店、三股町大字樺山に移転

## 許認可業
- 宅地建物取引業免許
- 建築工事業登録 （一般）52-4064
- 土木工事業登録 （一般）53-4064
- 大工工事業登録 （一般）55-4064
- とび・土木・舗装工事業登録（一般）56-4064
- 一級建築士事務所登録（宮崎県知事 57-4064）
- 特定建築工事業登録（特定） 57-4064）
- 水道工事業登録（一般） 61-4064
- 管工事業登録（一般）61-4064
- 産業廃棄物処理登録（シレイ）245-26-12
- 品質保証国際規格 ISO9001:2000 認証
- 環境保証国際規格 ISO14001 認証

## 事業所
- 本社 〒885-0012宮崎県都城市上川東2丁目31番地19
- 三股本店 〒889-1901宮崎県北諸県郡三股町大字樺山4545